# Вагенер (Південна Кароліна)
Вагенер (англ. Wagener) — місто (англ. town) в США, в окрузі Ейкен штату Південна Кароліна. Населення — 631 особа (2020).

## Географія
Вагенер розташований за координатами 33°39′10″ пн. ш. 81°21′51″ зх. д. / 33.65278° пн. ш. 81.36417° зх. д. (33.652694, -81.364033).  За даними Бюро перепису населення США в 2010 році місто мало площу 3,06 км², з яких 3,04 км² — суходіл та 0,02 км² — водойми.

## Демографія
Згідно з переписом 2010 року, у місті мешкало 797 осіб у 300 домогосподарствах у складі 207 родин. Густота населення становила 261 особа/км².  Було 378 помешкань (124/км²).
Расовий склад населення:
| - 64,7 % — чорних або афроамериканців - 32,0 % — білих - 0,5 % — корінних американців - 0,4 % — азіатів |

До двох чи більше рас належало 2,4 %. Частка іспаномовних становила 1,5 % від усіх жителів.
За віковим діапазоном населення розподілялося таким чином: 26,6 % — особи молодші 18 років, 57,2 % — особи у віці 18—64 років, 16,2 % — особи у віці 65 років та старші. Медіана віку мешканця становила 38,4 року. На 100 осіб жіночої статі у місті припадало 83,6 чоловіків;  на 100 жінок у віці від 18 років та старших — 89,3 чоловіків також старших 18 років.
Середній дохід на одне домашнє господарство  становив 37 949 доларів США (медіана — 28 625), а середній дохід на одну сім'ю — 39 838 доларів (медіана — 32 639). Медіана доходів становила 38 750 доларів для чоловіків та 31 111 долар для жінок. За межею бідності перебувало 36,8 % осіб, у тому числі 75,2 % дітей у віці до 18 років та 9,8 % осіб у віці 65 років та старших.
Цивільне працевлаштоване населення становило 277 осіб. Основні галузі зайнятості: роздрібна торгівля — 15,2 %, освіта, охорона здоров'я та соціальна допомога — 14,8 %, будівництво — 12,3 %, виробництво — 10,8 %.